# Arbana Xharra
Arbana Xharra (29 d'octubre de 1981) és una periodista d'investigació albanesa del Kosovo. Ha guanyat nombrosos premis pels seus reportatges i va ser guardonada el 2015 amb el Premi Internacional Dona Coratge del Departament d'Estat.

## Carrera
Arbana Xharra ha estat treballant de periodista des del 2001. Va treballar pel Koha Ditore, el primer diari independent del Kosovo, el 2006 i el 2007. Ha estat col·laboradora del Balkan Insight i editora en cap del Zëri abans d'entrar en política.

### Periodista d'investigació
Arbana Xharra creu que per tal que la democràcia prosperi, la premsa ha de tenir el dret d'investigar temes d'interès públic. Ha escrit sobre una gran quantitat de temes, incloent-hi una investigació del 2006 sobre informes de despesa governamentals i mala gestió financera; un estudi del 2007 sobre la inflació i la falta d'aliments; una investigació del 2010 qüestionant com es feien servir els béns de la pública Telecom de Kosovo; i les relacions entre el món empresarial i polític. Xharra va enfrontar-se a accions legals el 2012 quan un reportatge que preparava sobre la corrupció governamental relacionava un negoci local amb polítics. Va ser absolta pel tribunal, la decisió del qual afirmava que havia complert amb el codi deontològic de la premsa escrita de Kosovo.Durant un període de 18 mesos començant el 2012, Xharra va investigar l'increment d'activitat religiosa des de la caiguda del socialisme a l'antiga Iugoslàvia. Va informar sobre l'extremisme religiós i el seu impacte en la societat. Mentre avaluava els extremistes islàmics que actuaven a Kosovo, va descobrir-ne vincles amb organitzacions terroristes. Destapant vincles operacionals i financers, Xharra va poder ajudar el govern en els seus esforços per solucionar el problema, però els reportatges van fer que rebés amenaces de mort i atacs públics contra la seva reputació. Va comunicar-los a la policia, però no hi va haver conseqüències.

### Afiliació política
El 9 de maig de 2017 va dimitir del Zëri i va esdevenir membre del PDK, el partit més gran de Kosovo.

## Premis i reconeixements
Xharra ha guanyat tres vegades el Premi UNDP pels seus articles sobre la corrupció a Kosovo el 2006, 2007 i 2008. El 2012 va rebre una Beca Balcànica per l'Excel·lència Periodística i va estudiar el canvi en les actituds envers l'Islam a Kosovo. El 2013 va rebre el Premi Rexhai Surroi del Grup KOHA per un article sobre l'extremisme i el Premi del Foment del Debat d'INPO Ferizaj (Iniciativa del Progrés) per crear un debat públic sobre l'extremisme religiós. El 2015 va guanyar el Premi Internacional Dona Coratge del Departament d'Estat dels Estats Units en la seva divisió europea.